# Episodi di T@gged (terza stagione)
La terza stagione della serie televisiva T@gged, composta da 12 episodi, è stata pubblicata negli Stati Uniti, da Hulu, il 7 dicembre 2018.
In Italia la stagione è inedita.
| nº | Titolo originale  | Pubblicazione USA |
| -- | ----------------- | ----------------- |
| 1  | REWIND            | 7 dicembre 2018   |
| 2  | HELLO and GOODBYE | 7 dicembre 2018   |
| 3  | PROMISES          | 7 dicembre 2018   |
| 4  | ANONYMOUS         | 7 dicembre 2018   |
| 5  | POSSESSED         | 7 dicembre 2018   |
| 6  | DEAD END          | 7 dicembre 2018   |
| 7  | DEEP END          | 7 dicembre 2018   |
| 8  | MIRROR IMAGE      | 7 dicembre 2018   |
| 9  | UPSIDE DOWN       | 7 dicembre 2018   |
| 10 | GOOD NIGHT        | 7 dicembre 2018   |
| 11 | SEE YOU LATER     | 7 dicembre 2018   |
| 12 | SURRENDER         | 7 dicembre 2018   |